# La Trinité-Porhoët
La Trinité-Porhoët (bret. An Drinded-Porc'hoed) – miejscowość i gmina we Francji, w regionie Bretania, w departamencie Morbihan.
Według danych na rok 1990 gminę zamieszkiwało 901 osób, a gęstość zaludnienia wynosiła 71 osób/km² (wśród 1269 gmin Bretanii La Trinité-Porhoët plasuje się na 615. miejscu pod względem liczby ludności, natomiast pod względem powierzchni na miejscu 738.).